# Predator (personaj fictiv)
Predator este o formă de viață extraterestră fictivă care apare în franciza science-fiction „Predator”. Această specie se ocupă în principal cu activități de vânătoare a altor specii periculoase, inclusiv oamenii și omologii săi fictivi din rasa Alien.

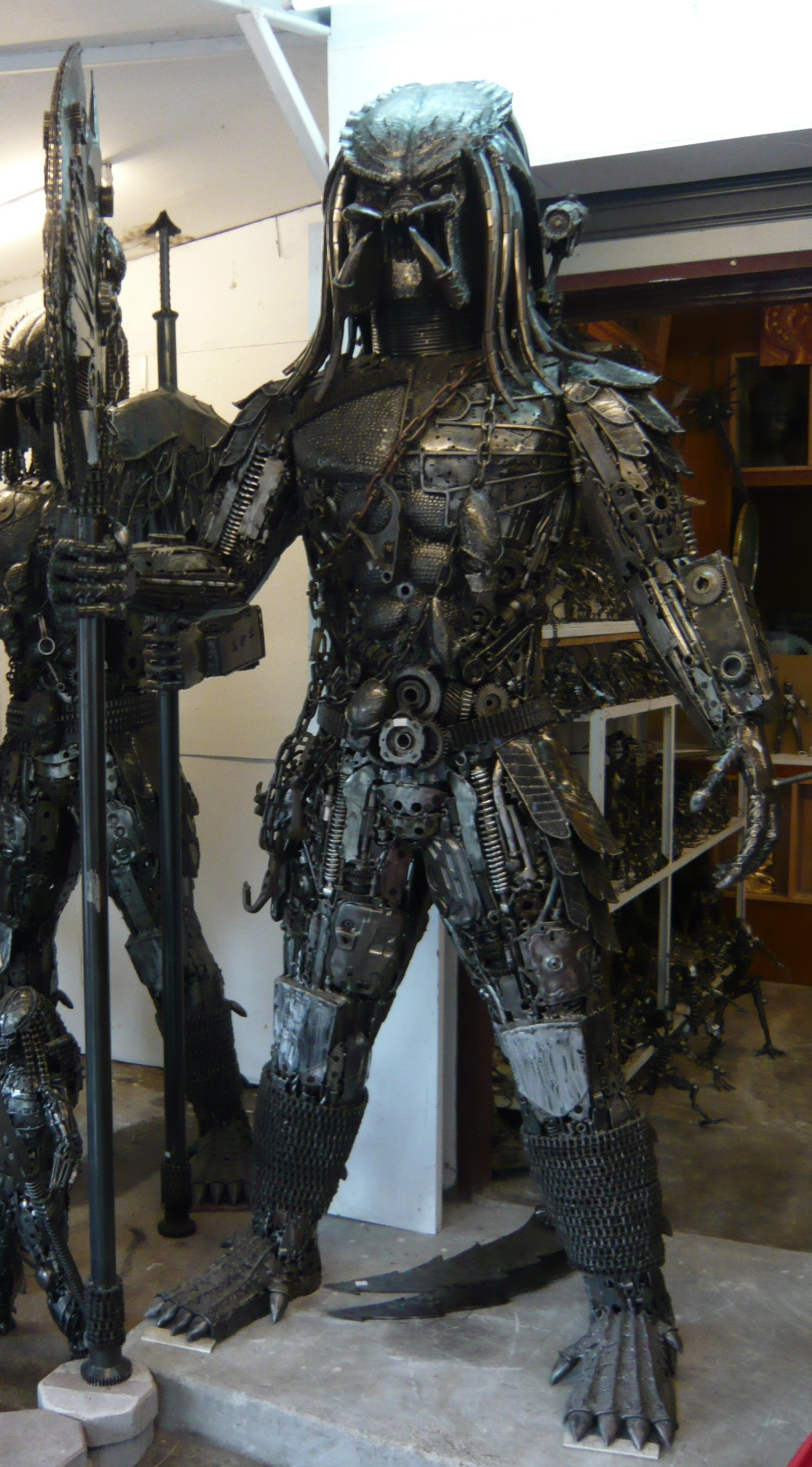
Sculptură a unui Predator

Introdus pentru prima dată în 1987 ca antagonist principal al filmului Predator, creaturile Predator au revenit în continuările Predator 2 (1990), Alien vs. Predator (2004), Aliens vs. Predator: Requiem (2007) și Predators (2010). Predatorii au apărut și în numeroase romane, jocuri video și cărți de benzi desenate, atât ca franciză proprie cât și ca parte a seriei Alien vs. Predator. În timp ce un nume definitiv pentru această specie nu este dat în filme, numele yautja și Hish au fost utilizate alternativ în universul extins. 
Creat de către frații Jim și John Thomas, Predatorii sunt descriși ca niște creaturi mari, umanoide, inteligente și simțitoare, care posedă tehnologii avansate, cum ar fi camuflaj activ și arme cu plasmă, fiind capabili de călătorii interstelare.